# 奉國將軍
奉國將軍是明朝皇族的爵位之一。位於輔國將軍之下，鎮國中尉之上。是郡王的曾孫。清朝也設有此爵位。

## 明朝
明朝時，輔國將軍之子全封奉國將軍。
- 奉國將軍的正妻稱淑人。奉國將軍的俸祿為每年600石（一半本色糧，一半鈔；嘉靖四十四年改為三分本色糧，七分折鈔）。
- 奉國將軍之子全封鎮國中尉[1][2]，女兒稱鄉君。鄉君的俸祿為每年200石（四分本色，六分折鈔；嘉靖四十四年改為二分本色，八分折鈔）[3]。

## 清朝
清朝也設有奉國將軍（转写：Gurun-be Tuwakiyara Janggin）一職，位居輔國將軍之下、奉恩將軍之上。為宗室封爵，屬不入八分公之一。